# Васюково (Смоленская область)
Васюково — деревня в Смоленской области России, в Сафоновском районе. По состоянию на 2007 год постоянного населения не имеет . Расположена в центральной части области в 20 км к востоку от города Сафонова, в 1 км южнее автодороги М1 «Беларусь». В 4,5 км к юго-востоку от деревни железнодорожная станция Издешково на линии Москва — Минск. Входит в состав Прудковского сельского поселения.

## История
В годы Великой Отечественной войны деревня была оккупирована гитлеровскими войсками в сентябре 1941 года, освобождена в 1943 году.